# 卡斯托鎮區 (密蘇里州麥迪遜縣)
卡斯托鎮區（英語：Castor Township）是位於美國密蘇里州麥迪遜縣的一個行政鎮區。

## 地方資料
卡斯托鎮區的面積為140.72平方千米，當中陸地面積為140.20平方千米，而水域面積為0.52平方千米。根據2020年美國人口普查的數據，當地共有人口1119人，而人口密度為每平方千米7.95人。